# Villa Sant'Angelo
Villa Sant'Angelo es una  localidad italiana de la provincia de L'Aquila, región de Abruzos de habitantes.

## Evolución demográfica
| Gráfica de evolución demográfica de Villa Sant'Angelo entre 1861 y 2001 |
|                                                                         |
| Fuente ISTAT - elaboración gráfica por Wikipedia                        |